# Parahathlia lineella
Parahathlia lineella is een keversoort uit de familie boktorren (Cerambycidae). De wetenschappelijke naam van de soort is voor het eerst geldig gepubliceerd in 1841 door Hope.